# Neven Šimac
 (juin 2025).
Motif : Je ne vois pas le critère de notoriété rempli et la seul source semble être une annonce de décès
- Archive Wikiwix
- Bing
- Cairn
- DuckDuckGo
- E. Universalis
- Gallica
- Google
- G. Books
- G. News
- G. Scholar
- Persée
- Qwant
- (zh) Baidu
- (ru) Yandex
- (wd) trouver des œuvres sur Wikidata

| 1. | Préciser le motif de la pose du bandeau. | Précisez le motif de la pose du bandeau en utilisant la syntaxe suivante : {{admissibilité à vérifier\|date=juillet 2025\|motif=remplacez ce texte par le motif}}                |
| 2. | Informer les utilisateurs concernés.     | Pensez à avertir le créateur de l'article, par exemple, en insérant le code ci-dessous sur sa page de discussion : {{subst:avertissement admissibilité à vérifier\|Neven Šimac}} |

Neven Šimac, né le 6 décembre 1943 à Osijek (État indépendant de Croatie) et mort le 3 juin 2025 à Paris, est un avocat et traducteur croate.

## Biographie
Né à Osijek en 1943, il est diplômé du lycée classique en 1962. Il a obtenu son diplôme et a effectué des études de troisième cycle en droit pénal à la Faculté de droit de Zagreb, où il a commencé à travailler comme assistant au département de procédure pénale en 1971. Cependant, après la fin du Printemps croate, il a été arrêté, licencié et est parti pour la France.
Il a été l'un des fondateurs de la Société des Amis de la Matica hrvatska à Paris et le fondateur et premier président du Conseil représentatif des institutions croates et de la Communauté française (CRICCF).
En tant que conseiller auprès de la Banque européenne pour la reconstruction et le développement, il a contribué au développement de la Croatie et de la Bosnie-Herzégovine après la guerre, ainsi qu'à l'adhésion de la Croatie à l'Union européenne.
Il a longtemps été membre externe de la Commission des droits de l'homme du Parlement croate. Il a été président du Centre Robert Schuman, cofondateur des Journées juridiques et administratives franco-croates à Split et membre de la Commission Justice et Paix de la Conférence épiscopale croate.
Neven Šimac meurt le 3 juin 2025 à Paris à l’âge de 81 ans.